# 帝盟多媒體
帝盟多媒體（Diamond Multimedia）是一家供應個人電腦顯示卡和音效卡的美國公司，總部位於加利福尼亞州查茲沃斯市（Chatsworth）的De Soto大街。1999年與S3 Graphics公司合併，但其品牌仍被保留。目前主要銷售產品是AMD的ATi顯示卡。
1990年代后半期，该公司的mp3音乐播放器Rio digital music player业内技术与销售领先, 因此被美国唱片业协会控告大量广泛侵犯了音乐作品版权; 联邦第九巡回法庭判决该公司产品从互联网上下载播放音乐作品没有违背此前的法律，因此为合理使用, 此即著名的美国唱片业协会控诉帝盟案.此后，美国音乐界与媒体势力游说国会立法互联网版权。

## 外部連結
- 帝盟多媒體官方網站 （页面存档备份，存于）